# Rhodacarellus montanus
Rhodacarellus montanus är en spindeldjursart som beskrevs av V.P. Shcherbak 1980. Rhodacarellus montanus ingår i släktet Rhodacarellus och familjen Rhodacaridae. Inga underarter finns listade i Catalogue of Life.